# Studiourile de filme UFA

Logo-ul între 1917 - 1991

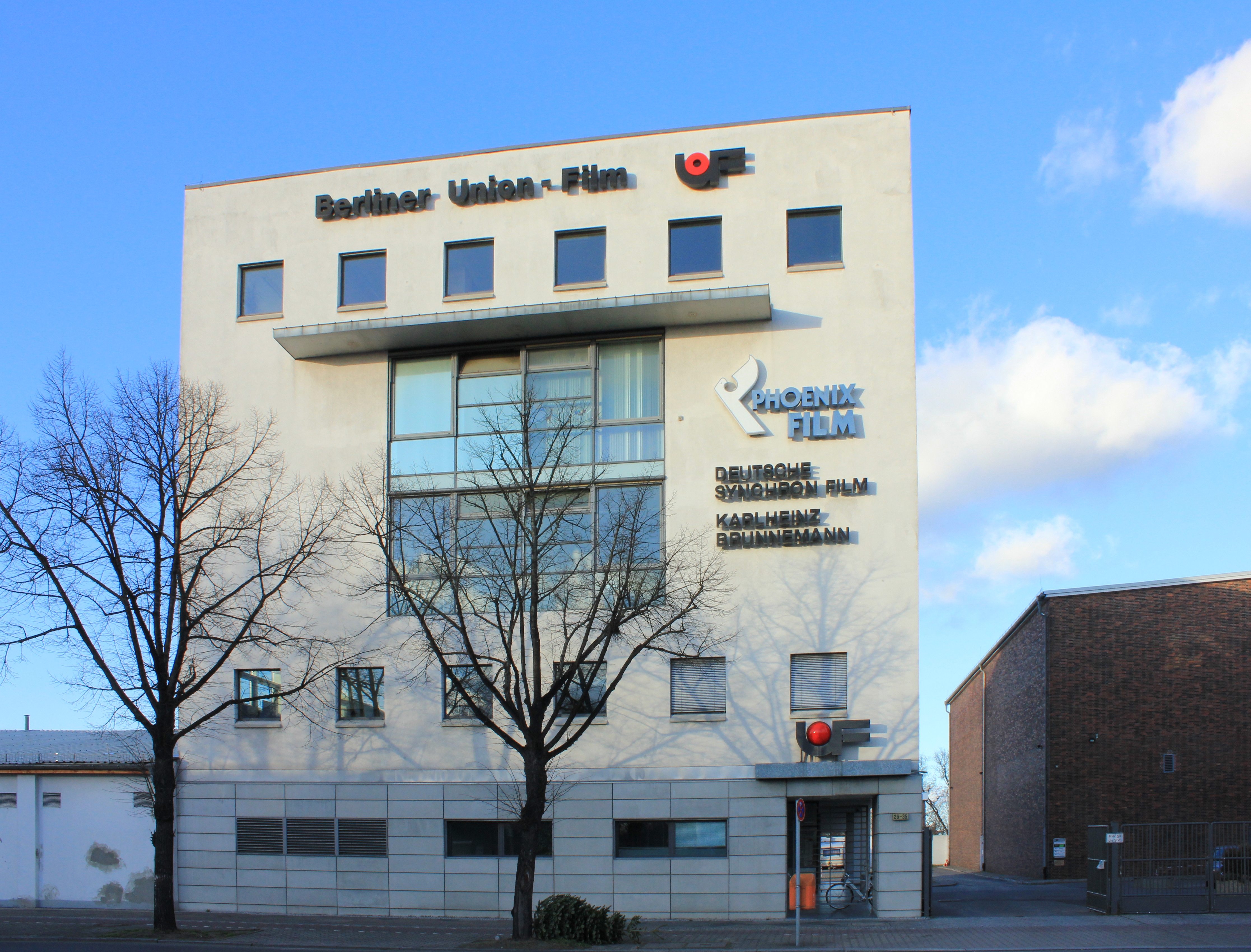
Studiourile de filme UFA

Studiourile de filme UFA cunoscute  și sub numele de Universum Film AG, sau în prezent ca UFA GmbH. Ele fiind o casă de filme germană care are sediul în cartierul Babelsberg din Potsdam. Casa de filme a luat naștere la data de 18 decembrie 1917 sub numele de Universum Film, ea a fost inițiată de  Emil Georg von Stauß, fiind finanțată de Banca Germană. În anul 1925 este nevoită din motive financiare să coopereze cu casele americane de filme Paramount și Metro-Goldwyn-Mayer. În martie 1927 casa de filme este cumpărată de  Alfred Hugenberg, care face parte ulterior din cabinetul lui Hitler, ea fuzionând cu celelate case de filme germane și austriece. După ocuparea Berlinului de armata sovietică, casa de filme va fi restructurată. În august 2013, UFA va fi din nou restructurată de ea aparține în prezent UFA Fiction, UFA Serial Drama și UFA Show & Factual.

## Filmografie
Ufa și-a cunoscut perioada de glorie între anii 1920 și 1940. În acest timp, studioul a jucat un rol important în istoria filmului german. Cele mai cunoscute producții Ufa/UFA includ:
- 1927 Metropolis, regia Fritz Lang (primul film Științifico-fantastic în lume)
- 1930 Îngerul albastru (Der blaue Engel), regia Josef von Sternberg
- 1930 Die Drei von der Tankstelle, regia Wilhelm Thiele
- 1931 Der Mann, der seinen Mörder sucht, regia Robert Siodmak
- 1931 Emil și detectivii - Emil und die Detektive
- 1936 Acord final (Schlußakkord), regia Detlef Sierck
- 1945 Unter den Brücken, regia Helmut Käutner
- 2011 Dschungelkind, regia Roland Suso Richter
- 2013 Der Medicus, regia Philipp Stölzl
- 2019 Ich war noch niemals in New York, regia Philipp Stölzl